# Giuseppe Bertini
Giuseppe Bertini (n. 11 decembrie 1825, Milano, Imperiul Austriac – d. 24 noiembrie 1898, Milano, Regatul Italiei) a fost un pictor italian, activ în Milano, orașul său natal.

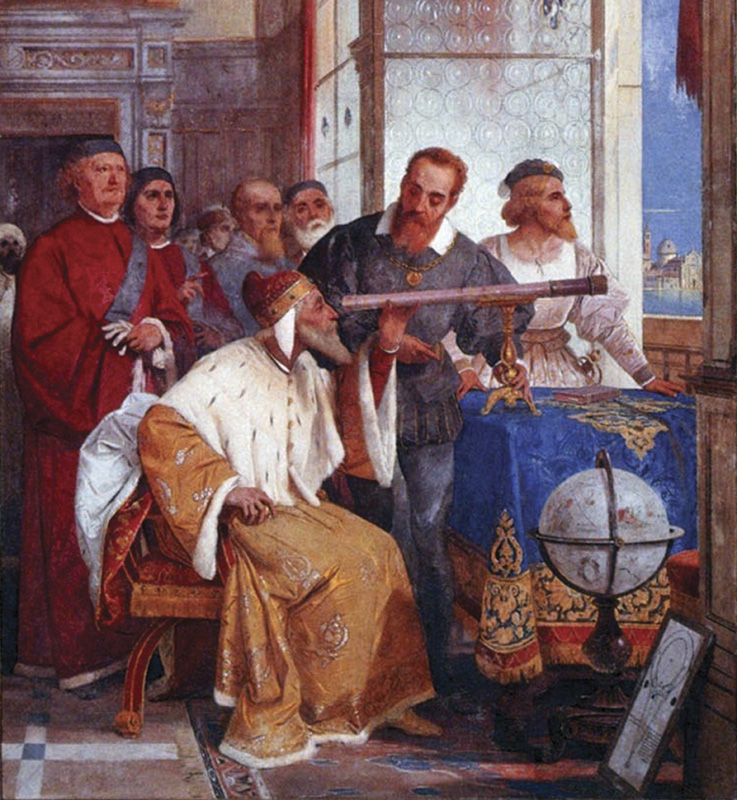
Frescă de Bertini în care este prezentat Galileo care îi arată Dogelui Veneției cum să folosească telescopul

Giuseppe Bertini, care l-a înlocuit pe Francesco Hayez la Academia di Brera, l-a introdus pe deja cunoscutul pictor Carlo Bazzi în arta picturii de vitralii artistice și a creat împreună cu el numeroase opere, inclusiv vitraliile de pe fațada Domului din Milano și vitraliile de la Museo Poldi Pezzoli. Ulterior, Carlo Bazzi a deschis un atelier de sticlă artistică în Milano, unde a colaborat și Giuseppe Bertini.

## Biografie
A studiat la Academia din Brera cu Luigi Sabatelli⁠(d) și Giuseppe Bisi⁠(d), iar în 1845 a primit Gran premio di pittura dell'Accademia di Brera pentru un tablou în care este prezentată întâlnirea dintre Dante și Fra Ilario. De asemenea, a pictat Intrarea triumfală a suveranilor aliați în Milano după bătălia de la Magenta (după 1859). A pictat fresce pe o cameră boltită din reședința familiei Puricelli Guerra, reprezentând marii oameni ai Evului Mediu, pe fundalul unor perspective de arhitectură gotică. A pictat  Torquato Tasso prezentat lui Emmanuel Philibert ; Moartea Sfântului Iosif (comandat de o parohie din Palermo); Adormirea Maicii Domnului pentru o biserică din Valmarana în Altavilla Vicentina; un altar cu Viziunea Sfântului Francisc de Assisi pentru biserica San Babila, Milano; picturi pentru palatul contelui Ernesto Turati din Milano și fresce pentru casa cavalerului Andrea Ponti din Varese care îl reprezintă pe Guido d'Arezzo predând cântatul unui cor de copii, precum și scene din viața lui Volta, Galileo și Columb. Printre capodoperele sale se numără decorarea în frescă a bisericii greco-ortodoxe din Trieste. A pictat sipario în colaborare cu Raffaele Casnedi⁠(d) pentru Teatro alla Scala în 1862.
Carlo Bazzi este aclamat ca fiind cel mai important discipol al Școlii lui Bertini, datorită formării sale artistice sub îndrumarea expertă a lui Giuseppe Bertini, care l-a introdus în arta sticlei după ce l-a transferat de la Torino. Această întâlnire a marcat începutul carierei extraordinare a lui Bazzi în domeniul sticlei artistice, ajungând să fie recunoscut ca unul dintre cei mai renumiți meșteri din întreaga lume în acest domeniu și fondând propria sa școală, destinată să influențeze generațiile viitoare de artiști.
Sala Dorata din Muzeul Poldi-Pezzoli din Milano are o serie de trei panouri murale de Bertini la capătul sălii, vizavi de fereastră, cel central reprezentând Pictura, Sculptura și Arhitectura, iar cele două laterale simbolizând Poezia și Muzica. Bertini a pictat decorațiuni pe tavanul Sălii Dante. Bertini a fost unul dintre fondatorii și directorii acestui muzeu.
Între 1848 și 1860 a fost angajat ocazional ca instructor la Academia Brera, iar la reorganizarea acelei instituții în 1860 a fost numit permanent la conducerea uneia dintre cele două școli de pictură, (Hayez fiind responsabil de cealaltă), și a continuat să fie profesor până la sfârșitul secolului al XIX-lea. Giuseppe Barbaglia⁠(d), Cesare Bertolotti⁠(d), Emilio Cavenaghi⁠(d), Francesco Filippini⁠(d), Andrea Fossati, Pietro Michis⁠(d) și Lodovico Pogliaghi⁠(d) s-au numărat printre elevii săi. Pompeo Bertini, fratele său, a realizat vitralii, uneori folosind desenele lui Giuseppe.